# Otto Nepomuk z Harrachu
Otto Nepomuk hrabě Harrach, německy Otto Johann Nepomuk Bohuslaw Maria Scholastika Graf von Harrach; (10. února 1863 Praha – 10. září 1935 Hrádek u Nechanic) byl český šlechtic z rodu Harrachů, majitel jilemnického velkostatku a syn významného politika Jana Nepomuka hraběte z Harrachu.

## Biografie
Narodil se 10. února 1863 v Praze. Jeho otcem byl šlechtic, politik a mecenáš Jan Nepomuk František z Harrachu a jeho matkou byla Marie Margareta z Lobkovic. Následníkem rodu a dědicem se stal poté, co byl jeho starší bratr, František Karl, vyloučen z následnictví kvůli své duševní chorobě. Stejně jako jeho otec, i on byl znamenitý lovec s blízkým vztahem k přírodě. Jan Harrach mu jako vychovatele přidělil spisovatele Julia Zeyera. Vystudoval práva a získal titul JUDr. Od roku 1899 mohl již plně zastupovat svého otce.
Roku 1902 se oženil s Karolinou z Oettingen-Wallersteinu a hned následující rok nechal pro svou rodinu postavit zámek Strkov (nedaleko Plané nad Lužnicí) jako svoje letní sídlo. Také nechal zmodernizovat zámek Hrádek u Nechanic. V roce 1904 vydává knihu Rohrau, kde zkoumá svůj rodokmen. Roku 1911 byla opravena kanalizace a roku 1914 byl zámek elektrifikován. Spolupracoval s jilemnickým starostou Františkem X. Jeriem na elektrifikaci města a výstavbě nových budov a zařízení.
Během první světové války přilepšoval k malým přídělům svých zaměstnanců a později jejich výživu zcela převzal. Pomáhal také starostovi města Karlu Čermákovi, získávat pro město mimořádné dodávky potravin. Po válce se stal i s celou rodinou občanem Československé republiky a požádal o udělení domovského práva v Jilemnici. To ovšem jilemnické zastupitelstvo zamítlo a Harrachové tak získali domovské právo v Harrachově. Konflikty vznikaly mezi vedením města a Harrachem ohledně jilemnického zámku, který skupina jilemnických občanů chtěla v rámci pozemkové reformy přeměnit na občanské byty.
Harrachův velkostatek byl zmenšen pozemkovou reformou z dosavadních cca 14 000 ha na přibližně 5750 ha. Také musel přestěhovat celou správu svého majetku z Vídně do Československa. Za jeho vlády došlo na harrachovském panství k nepokojům. V roce 1920 přerostla nespokojenost zemědělských dělníků s poměry na harrachovském velkostatku ve vzpouru. Dělníci nejprve manifestovali na nechanickém náměstí, poté se vydali na Hrádek s úmyslem vyvlastnit harrachovský velkostatek. Tato akce ovšem nebyla úspěšná. 30. listopadu 1920 byl na Ottu Harracha spáchán pokus o atentát, když se jej na jeho zámku v Hrádku u Nechanic pokusil zastřelit anarchista Poláček. Nakonec však obrátil zbraň proti sobě.
Roku 1921 byl v Senátu na interpelaci senátora Hanse Hartla probírán postup pozemkového úřadu na jeho panství (Vosecké boudě). Později trávil mnoho času na velkostatku Sadová. Otto Nepomuk z Harrachu zemřel na zámku v Hrádku u Nechanic roku 1935, ve věku 72 let. Je pohřben v Harrachovské hrobce v Horní Branné. Stal se posledním Harrachem pohřbeným na tomto místě.

## Rodina
Se svou manželkou Karolínou Oettingen-Wallerstein měl pouze dvě děti. Syna a dceru.
- Ernestine Harrach (11. srpna 1903, Rohrau – 7. června 1990, Bruck an der Leitha) – manž. 1932 hrabě Jan Felix Lexa-Aehrenthal (9. srpna 1905, Petrohrad – 12. března 1972, Bruck an der Leitha)
- Jan Nepomuk Antonín Harrach (25. září 1904, Bruck an der Leitha – 12. května 1945, Bad Kreuznach) – dědic harrachovských velkostatků, během druhé světové války nastoupil vojenskou službu v německé armádě, manž. 1940 Stephanie Maria Rosa von Eltz (30. září 1917, Altaussee – 23. července 2011)